# Віктор Мартінес
Віктор Мартінес (ісп. Víctor Martínez) — професійний бодібілдер, Переможець конкурсу Арнольд Класік 2007, Нашіналс 2000 року, Шоу Сили Про 2004, Ніч чемпіонів 2003. Багаторазовий учасник конкурсу «Містер Олімпія».

## Біографія
Народився 29 липня 1973 року в Домініканській Республіці, в місті Сан-Франсиско-де-Макорис. В дитинстві сім'я переїхала в Нью-Йорк США, жив на Манхеттені. У школі активно займався бейсболом, баскетболом і футболом. За порадою Стефана Дікерсона почав серйозно займатися бодібілдінгом і вирішив зробити на цьому кар'єру.
З 1998 року Віктора Мартінеса тренує Віктор Муньос, який став його тренером. Отримав професійну карту Міжнародної Федерації бодибілдингу (IFBB).
У 2000 році почав кар'єру з перемоги на конкурсі Нашіоналс, потім послідувала перемога на турнірі «Ніч чемпіонів 2003» і «Шоу Сили Про 2004». В 2007 йому підкорився «Арнольд Класік» у тому-ж році став другим на «Містер Олімпія 2007». У березні 2008 року Віктор планував захистити свій титул на Арнольд Класік 2008, але вибув зі змагань через травму. 18 січня 2008 переніс операцію на лівому колінному сухожиллі. Відновившись переміг на «Арнольд Класік Європа 2011» і «Торонто / Монреаль Про 2013».
Віктор Мартінес став другим професійним культурістом з Домініканської Республіки.
У грудні 2019 року Віктор Мартінес отримав громадянство США.

## Особисте життя
У нього два сини — Джеред і Джастін, а також дочка Вікторія. Крім того у Мартінеса сім сестер і два брата і більше 31 племінниць і племінників.

## Антропометрія
- Зріст 175 см
- Біцепс 56 см
- Стегно 77 см
- Змагальний вага 118 кг
- Грудна клітка 150 см
- Гомілка 51 см
- Вага в міжсезоння 131 кг
- Талія 82 см